# 西夏货币

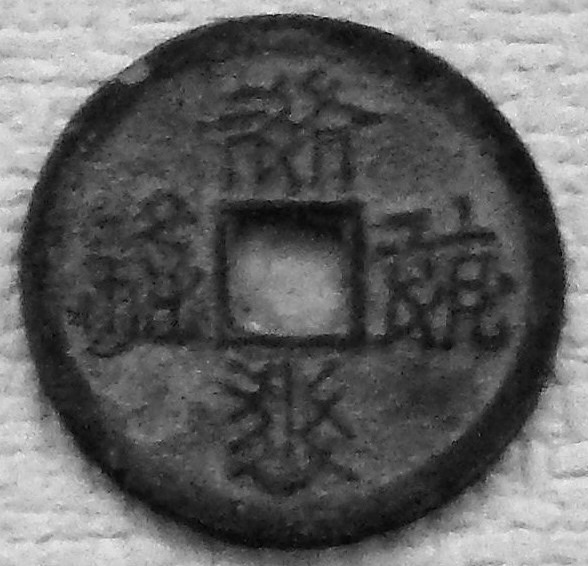
tshjwu ꞏwu ljɨ̣ dzjɨj（𘀗𘑨𘏨𘔭），乾佑寶錢

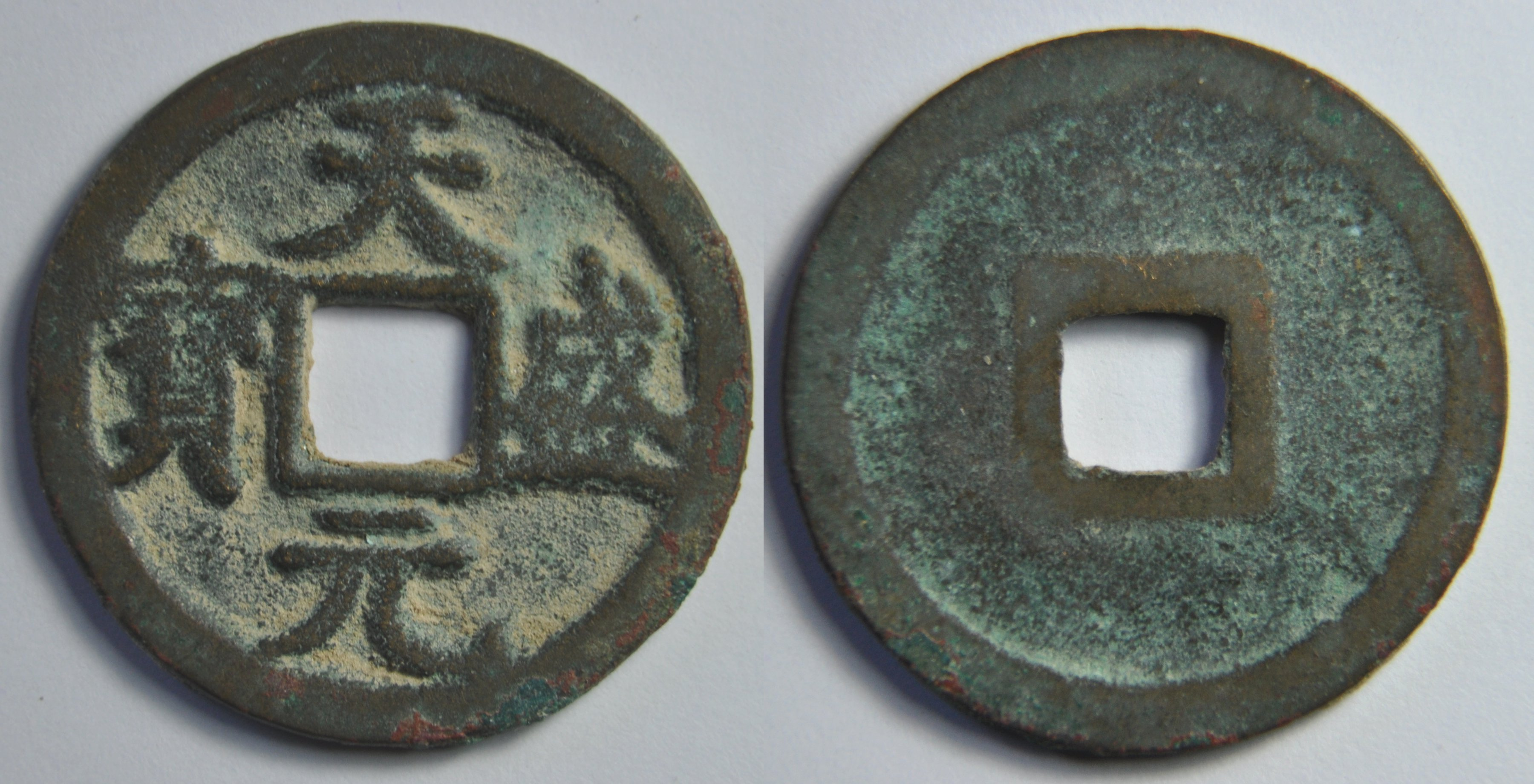
西夏仁宗天盛年间发行的天盛元寶

西夏由党项人建立，其最早的货币也铸有西夏文，后来出现了汉字。宋朝货币铸字的顺序是上-下-右-左，而西夏货币则完全是顺时针。西夏货币流通了近两个世纪，但实际生产出来的数量很少，在今天很罕见。以物易物仍十分普遍。
1053-1068年间铸造的方孔钱完全由西夏文写就，1068-1206年间的西夏文、汉字并行，1206年后只用汉字。与辽代货币相比，西夏货币的质量更好，1149-1193年间铸造的铜钱、铁钱铸造量较大。
西夏被蒙古灭亡后，西夏文仅见于一枚元朝货币。

## 历史
在西夏立国后，党项人为保留自己的民族和文化，发明了西夏文，早期用于钱币上。早期钱币上有śjɨj ljo ljɨ̣ dzjɨj（𗼃𗼕𘏨𘔭）、tha nej ljɨ̣ dzjɨj（𘜶𗵐𘏨𘔭）（年号+宝钱）等字样。铸字顺序一般是顺时针（上-右-下-左）。
近代也发现了带西夏文铭文的钱币，如1999年发现的正德宝钱。
西夏仁宗乾祐年间（1170–1193），西夏政治军事稳定，经济繁荣发展。仁宗高度重视教育，设立各级学校，以推广教育；实行科举，以选拔人才；尊崇儒学，大修孔庙及尊奉孔子为文宣帝。西夏包括货币设计在内的艺术，主要模仿自宋朝。
这一时期西夏产生了宋朝风格的對錢/對品/和合錢，即钱文相同而书体不同、可以成双配对的钱币。所用书体有隶书、楷书、行书、草书及篆书（较少见）。

## 西夏钱币列表
西夏钱币的钱文都是用西夏文或汉字书写的。
西夏文铭文：
| 铭文                                     | 流通年代  | 在位皇帝 | 图像 |
| ---------------------------------------- | --------- | -------- | ---- |
| śjɨj ljo ljɨ̣ dzjɨj (𗼃𗼕𘏨𘔭) 福聖寶錢   | 1053–1056 | 毅宗     |      |
| tha nej ljɨ̣ dzjɨj (𘜶𗵐𘏨𘔭) 大安寶錢    | 1074–1084 | 惠宗     |      |
| tśhja bio̲ ljɨ̣ dzjɨj (𗣼𘝯𘏨𘔭) 貞觀寶錢  | 1101–1113 | 崇宗     |      |
| tśhja mji̲ ljɨ̣ dzjɨj (𗣼𘇚𘏨𘔭) 正德寶錢  | 1127–1134 | 崇宗     |      |
| tshjwu ꞏwu ljɨ̣ dzjɨj (𘀗𘑨𘏨𘔭) 乾佑寶錢 | 1170–1193 | 仁宗     |      |
| ŋwər ljwu ljɨ̣ dzjɨj (𘓺𘅝𘏨𘔭 天慶寶錢   | 1194–1206 | 桓宗     |      |

汉字铭文：
| 铭文     | 书体             | 流通年代  | 在位皇帝 | 图像 |
| -------- | ---------------- | --------- | -------- | ---- |
| 大安通寶 | 隶书             | 1074–1084 | 惠宗     |      |
| 元德通寶 | 隶书             | 1119–1126 | 崇宗     |      |
| 大德通寶 | 楷书             | 1135–1139 | 崇宗     |      |
| 天盛元寶 | 楷书             | 1149–1169 | 仁宗     |      |
| 乾佑元寶 | 楷书、行书、篆书 | 1170–1193 | 仁宗     |      |
| 天慶元寶 | 楷书             | 1194–1206 | 桓宗     |      |
| 皇建元寶 | 楷书             | 1210–1211 | 襄宗     |      |
| 光定元寶 | 行书、篆书       | 1211–1223 | 神宗     |      |

## 西夏货币上的篆书
见诸文献的西夏货币记载都称钱文用楷书或行书，不用篆书。1984年9月，发现了篆书写就的“光定元寶”，2012年又发现了“乾佑元寶”。篆书西夏货币绝大多数都是“光定元寶”钱，目前仅发现了一枚篆书“乾佑元寶”钱。
今日，这些新发现的变体已作为西夏“对钱”列入新的中国钱币目录。在现代，发现新的古代中国货币种类是很少见的事了，所以篆书“乾佑元寶”的发现在中国钱币收藏界引起了不小的轰动。

### 光定元寶

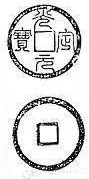
铭文书体为篆书的“光定元寶”钱。

1984年9月初，宁夏出土了一批古钱币，其中有一枚钱文为篆书的“光定元寶”。当时宁夏省会、西夏故都银川附近的贺兰山发生了洪灾，这些钱币借此重见天日。出土钱币中有汉、唐、宋、辽、金等很多朝代的货币，其中辽金钱币此前鲜见，篆书“光定元寶”更是见所未见。这枚篆书“光定元寶”钱直径25.3mm，厚1.4mm，重4.3g。
2002年，陕西省出土了第二枚篆书“光定元寶”，随后在内蒙古又发现了第三枚。后来在宁夏同心县一次发现了十余枚。

### 乾佑元寶

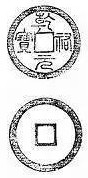
篆书“乾佑元寶”拓片

长期以来人们一直问为西夏末生产的“光定元寶”钱是唯一一种带篆书钱文的西夏货币。2012年，宁夏同心县一名农民发现了一批西夏货币，其中有一枚的钱文是篆书写的“乾佑元寶”。这枚钱币直径25.4mm，厚1.5mm，重3.3g。
华东师范大学艺术研究所朱浒博士在《中国钱币》2016年第1期上发表了对这枚钱币的评价。他认为，这枚钱币的设计灵感来自北宋篆书“对钱”。朱浒指出，“祐”字篆书的写法与宋朝“景祐元寶”“嘉祐元寶”“元祐通寶”的写法相同。“乾佑元寶”的“元”“寶”与“宣和元寶”的“元”“寶”相似，且“寶”字与“政和通寶”的篆书相似。
这枚独特的篆书“乾佑元寶”钱的发现，也意味着这枚钱币是目前已知惟一的以楷书、行书和篆书三种不同书体存在的西夏货币。
据Primaltrek网站上的Gary Ashkenazy的说法，这枚钱币制作十分精良，在他看来可能是试铸品，其中只有极少数用于流通。

### “光定元寶”和“乾佑元寶”篆书风格的差异
“光定元寶”的篆书“元”字比“乾佑元寶”的篆书“元”字更“曲折”，“光定元寶”底部的“元”字触及币缘，而“乾佑元寶”的“元”字则没有。另外，“光定元寶”的“寶”字的宝盖头更方正。
所有这些特征也可见于宋代篆书对钱。

## 钱币窖藏中的西夏货币
- 1972年，内蒙古巴林左旗林东镇辽上京遗址发现了一枚带西夏文的“大安寶錢”（𘜶𗵐𘏨𘔭）。[16]

## 资料
- 1994. 西夏的衡制與幣制. 《中國錢幣》 1994.1: 3-8,17, 81
- 2002. 西夏货币制度概述. 《中國錢幣》 2002.3:43-46
- Hartill, David (September 22, 2005). Cast Chinese Coins. Trafford, United Kingdom: Trafford Publishing. ISBN 978-1412054669.
- 牛达生. 西夏钱币研究. (2013)